# Sovraccarico cognitivo

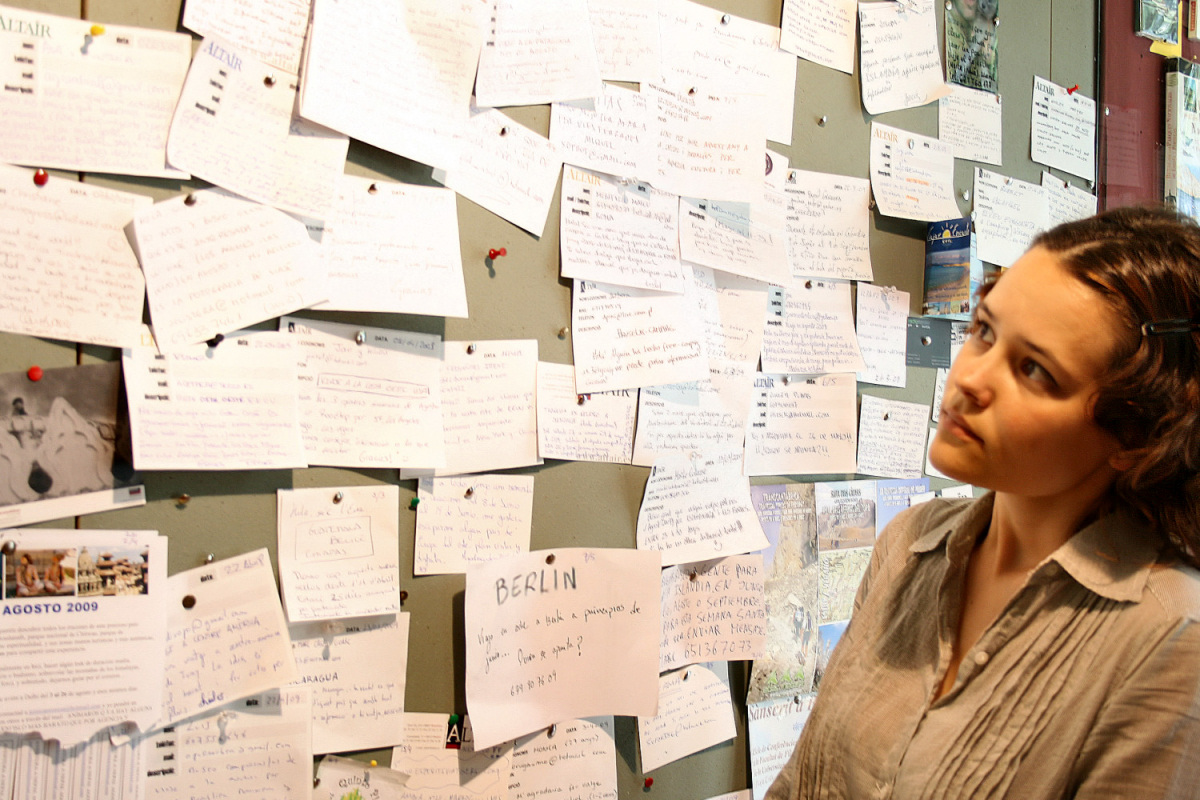

Il sovraccarico cognitivo o sovraccarico informativo, meglio conosciuto come information overload(ing), si verifica quando si ricevono troppe informazioni per riuscire a prendere una decisione o sceglierne una specifica sulla quale focalizzare l'attenzione.

## Descrizione
Lo sviluppo della tecnologia ha contribuito alla diffusione e alla riconoscibilità di questo fenomeno. La grande quantità di informazioni che si ottengono con un'interfaccia mal progettata (poco ergonomica) o su siti web di Internet egualmente scadenti, possono inibire la capacità di scremarle. Ad esempio nel caso della Internet dipendenza vi sono soggetti che passando in continuazione da un sito web all'altro, non riescono a fermarsi né a ricordare le informazioni ricevute, poiché viene percepito tutto come rumore (in termini cognitivi). 
Il sovraccarico cognitivo è dunque un disturbo che si caratterizza per il trascorrere sempre più tempo on line, navigando da un sito all'altro alla ricerca di informazioni sempre più aggiornate e complete, senza riuscire a fermarsi o a diminuire l'effettivo tempo passato connessi alla rete. Inizialmente la persona esperisce un senso di piacere e di eccitazione una volta trovata l'informazione ricercata, che successivamente lascia spazio ad un circolo vizioso nel quale la persona si trova intrappolata: le informazioni iniziali non bastano più e la ricerca di ulteriori viene percepito come un dovere e una necessità. 
Si può ipotizzare la presenza di sovraccarico cognitivo quando l’individuo: 
- passa una considerevole quantità di tempo su internet per trovare notizie, dati, o qualunque altra informazione;
- ha provato diverse volte a  contenere, moderare o sospendere l’attività di ricerca online senza riuscirci;
- persevera nella ricerca compulsiva di informazioni, nonostante questa abbia provocato importanti difficoltà nella sua vita sociale, familiare ed economica (Cfr. Young, Pistner, O’Mara, 2000).

Occorre distinguere l'incapacità di prendere una decisione per sovraccarico cognitivo da quella legata al paradosso dell'asino: in quest'ultimo caso, infatti, la sindrome non dipende dalla troppa scelta, ma dall'incapacità di fare una valutazione.
Il sovraccarico cognitivo rientra nelle dipendenze da internet sviluppate nella prima fase di approccio dell’individuo con la tecnologia, denominata fase di osservazione-ricerca. In questa fase, l’individuo usufruisce passivamente dei materiali rinvenibili in rete senza produrne di propri. Un esempio è il tag TL;DR presente sin dal 2002 nei forum a indicare testi eccessivamente lunghi.